# Vladimír Novák
Vladimír Novák (* 28. Februar 1904 in Chlum u Třeboně; † 28. April 1986) war ein  tschechoslowakischer Skilangläufer.
Novák, der als Architekt und Stadtplaner in Prag tätig war, belegte bei den Olympischen Winterspielen 1928 in St. Moritz den 12. Platz über 18 km. Vier Jahre später errang er bei den Olympischen Winterspielen in Lake Placid den 14. Platz über 18 km und den 11. Platz über 50 km. Seinen größten Erfolg hatte er im folgenden Jahr bei den Nordischen Skiweltmeisterschaften in Innsbruck. Dort holte er die Silbermedaille mit der Staffel. Sein letztes internationales Rennen absolvierte er bei den Olympischen Winterspielen 1936 in Garmisch-Partenkirchen. Dort lief er auf den 19. Platz über 50 km. Zudem wurde er dreimal tschechoslowakischer Meister.